# Сеси ле Боа
Сеси ле Боа (фр. Cessy-les-Bois) насеље је и општина у источном делу централне Француске у региону Бургоња, у департману Нијевр која припада префектури Кон Кур сир Лоар.
По подацима из 2011. године у општини је живело 119 становника, а густина насељености је износила 6,8 становника/km². Општина се простире на површини од 17,49 km². Налази се на средњој надморској висини од 235 метара (максималној 355 m, а минималној 210 m).

## Демографија
| 1962. | 1968. | 1975. | 1982. | 1990. | 1999. | 2011. |
| ----- | ----- | ----- | ----- | ----- | ----- | ----- |
| 169   | 196   | 156   | 134   | 113   | 107   | 119   |

График промене броја становника у току последњих година